# 가나하 가즈키
가나하 가즈키(일본어: 我那覇 和樹, 1980년 9월 26일 ~ )는 일본의 축구 선수이다.

## 구단 경력
그는 1999년 가와사키 프론탈레에 입단했다. 2008년까지 246경기에 출전하여, 69득점을 넣었다. 2009년 비셀 고베로 이적했다. 그 후 FC 류큐, 카마타마레 사누키에서 활동하였다.

## 국가대표팀 경력
그는 2006년 8월 9일 트리니다드 토바고과의 경기에서 일본 국가대표팀에 데뷔했다. 그는 국제 A매치 통산 6경기에 출전, 3득점을 넣었다.

## 통계
| 일본 | 일본 | 일본 |
| 연도 | 출전 | 득점 |
| ---- | ---- | ---- |
| 2006 | 6    | 3    |
| 통산 | 6    | 3    |